# Glioxal
Glioxal é um composto orgânico com a fórmula OCHCHO. Este líquido amarelado é o menor dialdeído (dois grupos aldeído).

## Produção
Glioxal comercial é preparado tanto pela oxidação na fase gasosa de etileno glicol na presença de catalisador de prata ou cobre ou pela oxidação em fase líquida de acetaldeído com ácido nítrico. A capacitade nominal anual é de aproximadamente 220 mil toneladas, com taxas de produção menores, devido a superprodução principalmente na Ásia A primeira unidade de produção industrial foi em Lamotte, França, iniciada em 1960 e atualmente propriedade da Clariant. A maior unidade de produção é da BASF em Ludwigshafen, Alemanha, de aproximadamente 60 tons/ano. Recentemente significativas capacidades de produção tem sido adicionadas pela China. O glioxal comercializado normalmente é produzidoi e apresentado como uma solução a 40%.
Glioxal é prepardo no laboratório pela oxidação de acetaldeído com ácido selenioso.
A preparação de glioxal anidro implica aquecimento de hidrato de glioxal sólido com pentóxido de fósforo.  Um leitura deste artigo é instrutiva da química deste período histórico "Man erhitzt nun das Glyoxal-Phosphorpentoxyd-Gemisch mit freier Flamme und beobachtet bald, dass sich unter Schwarzfärbung des Kolbeninhalte ein flüchtiges grünes Gas bildet, welches sich in der gekühlten Vorlage zu schönen Krystallen von gelber Farbe kondensiert." (aquece-se a mistura de gliuoxal (bruto) e P4O10* com uma chama aberta e então observa-se, sob o escurecimento dos conteúdos, um gás esverdeado móvel, o qual condensa-se no frasco resfriado como belos cristais amarelos).
Observação: *Fórmula atribuída no período a este composto.

## Aplicações

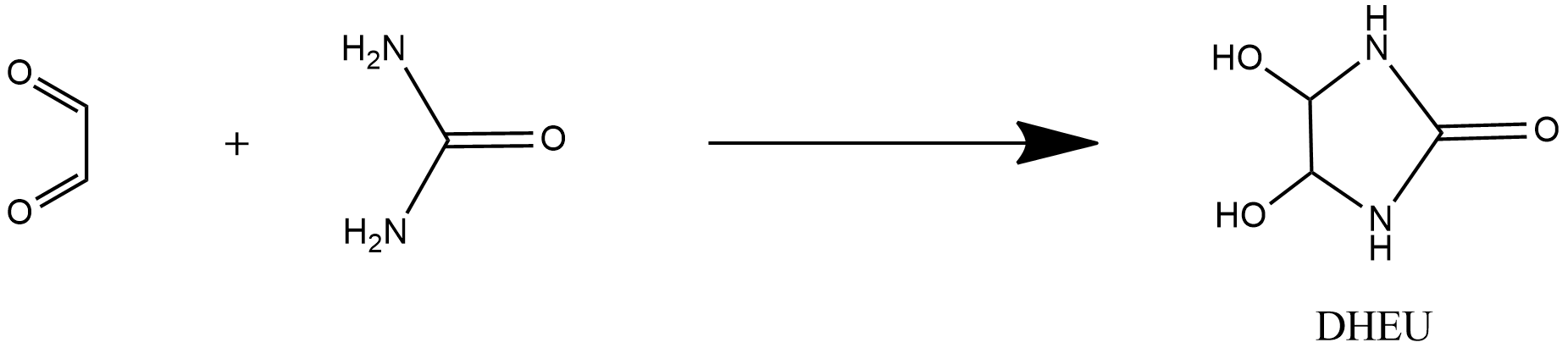
Síntese do DHEU entre Glioxal e urea.

Papel revestido e acabamentos têxteis usam grandes quantidades de glioxal como um agente de reticulação para formulações à base de amido. Condensa com ureia para proporcionar 4,5-di-hidroxi-2-imidazolidinona, que reage ainda com formaldeído para dar o derivado bis (hidroximetil) dimetilol etileno ureia, que é utilizado para tratamentos químicos resistentes a rugas de vestuário, isto é, prensagem permanente. O glioxal é utilizado como solubilizante e agente de ligação cruzada na química dos polímeros. O glioxal é um bloco de construção valioso na síntese orgânica, especialmente na síntese de heterociclos, como os imidazóis.Uma forma conveniente do reagente para uso em laboratório é o bis (hemiacetal) com etilenoglicol, 1,4-dioxano-2,3-diol. Este composto está comercialmente disponível. Soluções de glioxal também podem ser usadas como um fixador para histologia, isto é, um método de preservar células para examiná-las sob um microscópio.

## Outras ocorrências
Glioxal é um composto inflamável formado quando se cozinha óleos e gorduras a altas temperaturas.